# Нагорное (Самборский район)
Нагорное (укр. Нагірне) — село в Ралевской сельской общине Самборского района Львовской области Украины.
Население по переписи 2001 года составляло 1108 человек. Занимает площадь 6,63 км². Почтовый индекс — 81473. Телефонный код — 3236.

## История
В 1946 году указом ПВС УССР село Угерцы переименовано в Нагорное.